# Соматична нервова система
Соматична нервова система (від грецького soma, родовий відмінок somatos — тіло), частина нервової системи, що іннервує м'язи тіла; забезпечує сенсорні і моторні функції організму. Разом з вегетативною нервовою системою формують периферичну нервову систему.
Соматична система грає подвійну роль:
- Збирає інформацію від органів відчуттів і направляє її в ЦНС
- Передає сигнали від ЦНС скелетним м‘язам у відповідь на одержану інформацію, чим обумовлює рух.

У хребетних тварин до соматичних відносять - поперечно-посмуговані м'язи скелета. Їх іннервують мотонейрони передніх рогів спинного мозку і деяких моторних ядер стовбурової частини головного мозку. Координована діяльність цих мотонейронів забезпечується прямими або опосередкованими (через інтернейрони) синаптичними впливами, що приходять від мотонейронів, сенсорних, або чутливих, нейронів, які отримують інформацію з м'язів та сухожиль (див. Пропріорецептори), а також з вищих моторних центрів розташованих на різних рівнях головного мозку (див. Пірамідна система, Екстрапірамідна система). 
Ділення нервової системи на соматичну і вісцеральну (нутрощеву, вегетативну нервову систему), введене англійським фізіологом В. Х. Гаськеллом, вельми умовно.
Функції соматичної нервової системи:
- Сприймає зовнішні подразнення
- Забезпечує сенсорні і моторні функції
- Збирає інформацію від органів чуття і передає до центральної нервової системи
- Від ЦНС передає сигнали скелетним м'язам